# Суперкупа на България
Суперкупата на България е български футболен трофей, за който се играе един мач. Той се провежда преди старта на всяко футболно първенство и противопоставя носителя на Купата на България и шампиона на страната. В случаите, когато шампионът е и носител на националната купа, то за суперкупата играят първенецът и финалистът за Купата на България.
Най-много Суперкупи на България и участия има отбора на Лудогорец – 8 Суперкупи и 11 участия.

## История

### 1989
За първи път футболна среща за Суперкупата на България се провежда през 1989 г. Тогава по предложение на Кирил Захаринов, завеждащ спортна редакция на БТА и секретар на секцията на спортните журналисти, БФС решава да се проведе мач между първенеца на страната и носителя на Купата на България. Купата е връчена на победителя от представител на телеграфната агенция. Трофеят е изработен в Италия и представлява двойно позлатена купа, висока 80 cm и тежка 15 kg. Днес тя се намира в музея на ЦСКА (София).

### 2004
След политическите промени в България през ноември 1989 г. Суперкупата на България остава на заден план. През годините след това неведнъж се появяват идеи за възраждане на тази среща, но те така и не са възприети. През лятото на 2003 г. темата за Суперкупата на България отново става актуална. Професионалната футболна лига предлага тази проява да бъде възродена и да се превърне в традиция. От ръководството на БФС се съгласяват с идеята и определят ПФЛ да поеме организацията на мача за Суперкупата през 2004 г. Решено е, че седмица преди началото на сезон 2004/05 ще се проведе среща между шампиона Локомотив (Пловдив) и носителя на Купата на България Литекс (Ловеч). За домакин е избран стадион „Нафтекс“ в Бургас. Новата посребрена Суперкупа на България е произведена в Англия. Идеята е трофеят да не бъде преходен (т.е. да остава във витрината на носителя ѝ и всяка година да се прави нова купа). Оттогава в началото на всеки сезон се изработва ново отличие, като купата, връчвана в периода 2007 – 2009 година (на снимката в шаблона в началото на статията) е висока 100 cm и е изработена в Италия.

## Победители
| Сезон | Дата             | Носител                 | Резултат          | Финалист              | Стадион домакин на финала      | Зрители         |
| ----- | ---------------- | ----------------------- | ----------------- | --------------------- | ------------------------------ | --------------- |
| 1989  | 15 юли           | ЦСКА (София) (1)        | 1:0               | Черноморец (Бургас)   | ст. „9 септември“ Бургас       | 20 000          |
| 2004  | 31 юли           | Локомотив (Пловдив)     | 1:0               | Литекс Ловеч          | ст. „Нафтекс“ Бургас           | 4 300           |
| 2005  | 31 юли           | Левски (София) (1)      | 1:1 (4:2 след д.) | ЦСКА София            | ст. „Васил Левски“ София       | 9 894           |
| 2006  | 30 юли           | ЦСКА София (2)          | 0:0 (3:0 след д.) | Левски София          | ст. „Васил Левски“ София       | 9 751           |
| 2007  | 26 юли           | Левски София (2)        | 1:1 (2:1 сдв)     | Литекс Ловеч          | ст. „Васил Левски“ София       | 14 000          |
| 2008  | 3 август         | ЦСКА София (3)          | 1:0               | Литекс Ловеч          | ст. „Васил Левски“ София       | 10 000          |
| 2009  | 1 август         | Левски София (3)        | 1:0               | Литекс Ловеч          | ст. „Васил Левски“ София       | 7 000           |
| 2010  | 11 август        | Литекс Ловеч            | 1:1 (2:1 сдв)     | Берое                 | ст. „Васил Левски“ София       | 3 000           |
| 2011  | 30 юли           | ЦСКА София (4)          | 3:1               | Литекс Ловеч          | ст. „Лазур“ Бургас             | 11 000          |
| 2012  | 11 юли           | Лудогорец Разград (1)   | 3:1               | Локомотив Пловдив     | ст. „Лазур“ Бургас             | 2 730           |
| 2013  | 10 юли           | Лудогорец Разград       | 1:1 (3:5 след д.) | Берое                 | ст. „Васил Левски“ София       | 1 070           |
| 2014  | 13 август        | Лудогорец Разград (2)   | 3:1               | Ботев Пловдив         | ст. „Лазур“ Бургас             | 4 400           |
| 2015  | 12 август        | Лудогорец Разград       | 0:1               | Черно море Варна      | ст. „Лазур“ Бургас             | ~ 1 700 – 2 000 |
| 2017  | 9 август         | Лудогорец Разград       | 1:1 (4:5 след д.) | Ботев Пловдив         | ст. „Лазур“ Бургас             | 3 800           |
| 2018  | 5 юли            | Лудогорец Разград (3)   | 1:0               | Славия София          | ст. „Трейс Арена“ Стара Загора | 850             |
| 2019  | 3 юли            | Лудогорец (Разград) (4) | 2:0               | Локомотив Пловдив     | ст. „Васил Левски“ София       | 2 086           |
| 2020  | 2 август         | Лудогорец Разград       | 0:1               | Локомотив Пловдив (2) | ст. Лудогорец Арена Разград    | 0*              |
| 2021  | 17 юли           | Лудогорец Разград (5)   | 4:0               | ЦСКА (София)          | ст. „Васил Левски“ София       | 8 800           |
| 2022  | 1 септември      | Лудогорец Разград (6)   | 2:2 (4:3 след д.) | Левски София          | ст. „Васил Левски“ София       | 21 342          |
| 2023  | 10 февруари 2024 | Лудогорец Разград (7)   | 1:1 (4:2 след д.) | ЦСКА 1948             | ст. "Ивайло" Велико Търново    | 1 344           |
| 2024  | 4 февруари 2025  | Лудогорец Разград (8)   | 3:2               | Ботев (Пловдив)       | ст. "Христо Ботев" Пловдив     | 10 123          |

- Поради противоепидимичните мерки финалът през 2020 се играе без публика !

## Победители по години
| Клуб                | Победители | Подгласници | Победители по години                           | Подгласници по години        |
| ------------------- | ---------- | ----------- | ---------------------------------------------- | ---------------------------- |
| Лудогорец           | 8          | 4           | 2012, 2014, 2018, 2019, 2021, 2022, 2023, 2024 | 2013, 2015, 2017, 2020       |
| ЦСКА                | 4          | 2           | 1989, 2006, 2008, 2011                         | 2005, 2021                   |
| Левски              | 3          | 2           | 2005, 2007, 2009                               | 2006, 2022                   |
| Локомотив (Пловдив) | 2          | 2           | 2004, 2020                                     | 2012, 2019                   |
| Литекс              | 1          | 5           | 2010                                           | 2004, 2007, 2008, 2009, 2011 |
| Ботев (Пловдив)     | 1          | 2           | 2017                                           | 2014, 2024                   |
| Берое               | 1          | 1           | 2013                                           | 2010                         |
| Черно море (Варна)  | 1          | —           | 2015                                           |                              |
| Черноморец (Бургас) | —          | 1           | —                                              | 1989                         |
| Славия (София)      | —          | 1           | —                                              | 2018                         |
| ЦСКА 1948           | —          | 1           | —                                              | 2023                         |

## Домакинство

### Градове домакини на Суперкупата
- София – 10 пъти (2005, 2006, 2007, 2008, 2009, 2010, 2013, 2019, 2021, 2022)
- Бургас – 7 пъти (1989, 2004, 2011, 2012, 2014, 2015, 2017)
- Стара Загора – 1 път (2018)
- Разград – 1 път (2020)
- Велико Търново – 1 път (2023)
- Пловдив – 1 път (2024)

## Виж също
- Efbet лига
- Купа на България